# Kickxia nubica
Kickxia nubica är en grobladsväxtart som först beskrevs av Sidney Alfred Skan, och fick sitt nu gällande namn av James Edgar Dandy. Kickxia nubica ingår i släktet spjutsporrar, och familjen grobladsväxter. Inga underarter finns listade i Catalogue of Life.